# En stol på Tegnér
En stol på Tegnér är en LP-skiva med vissångaren Olle Adolphson. Skivan spelades in på Restaurang Tegnér i Stockholm hösten 1962. Skivan är inspelad inför publik och Olle Adolphson framför sina visor med eget gitarrackompanjemang tillsammans Kjell Wigrens trio.

## Bakgrund
Olle Adolphson var en ofta sedd artist på Restaurang Tegnér och hade engagerats i olika kabaréuppsättningar som skådespelaren Svenerik Perzon hade satt upp där sedan 1959. Skivan innehåller flera av de av de visor som fanns på Olle Adolphsons tidiga repertoar, bland dem hans egenskrivna Okända djur och Trubbel, Det gåtfulla folket och Mitt eget land (med text av Beppe Wolgers) samt flera visor av Evert Taube. Skivan inleds med Balladen om det stora slagsmålet på Tegelbacken och innehåller även Gustaf Lindströms visa, där Adolphson kommenterar den tidens stora rivningsvåg i Stockholm.
Skivan är återutgiven flera gånger, bland annat på CD.